# Rejda

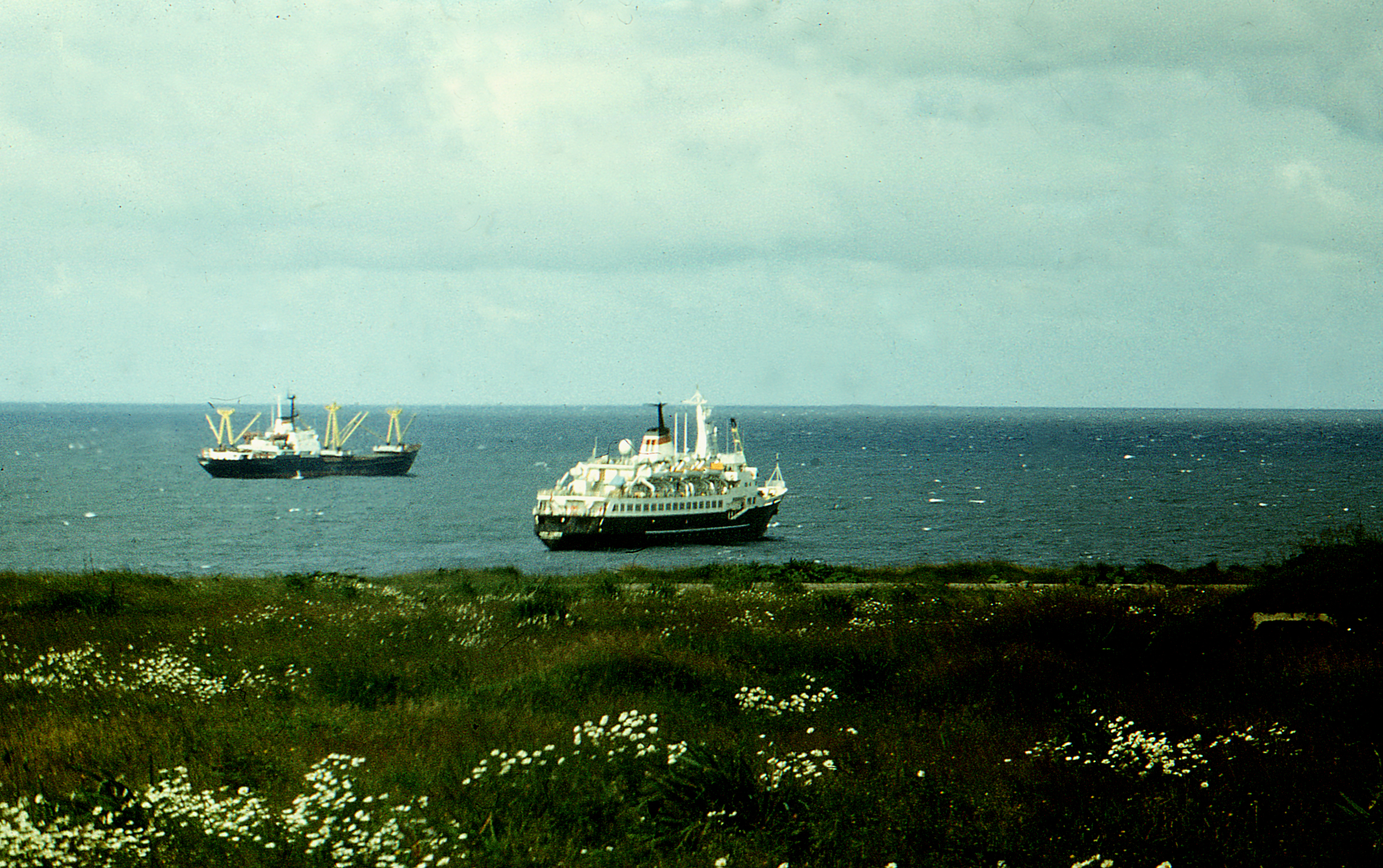
Rejda města Kurilsk, ostrov Iturup

Rejda je částečně chráněné kotviště v blízkosti přístavu, plavební komory apod. Je to místo, kde mohou lodě zakotvit a počkat, než jim bude povolen vjezd do příslušného přístavu, plavební komory apod.